# FK Tatran Prachatice
FK Tatran Prachatice is een Tsjechische voetbalclub uit Prachatice. De club is in 1931 opgericht als Český SK en speelt op het vijfde niveau de Přebor Jihočeské kraje. Het grootste succes van Tatran was het verblijf van twee seizoenen tussen 2003 en 2005 op het tweede niveau de Druhá liga.

## Naamsveranderingen
- 1931 – Český SK (Český sportovní klub)
- 1951 – TJ Jitona Prachatice (Tělovýchovná jednota Jitona Prachatice)
- 1953 – DSO Tatran Prachatice? (Dobrovolné sportovní organizace Tatran Prachatice)
- 1992 – VTJ Tatran Prachatice (Vojenská tělovýchovná jednota Tatran Prachatice)
- 1999 – TJ Tatran Prachatice (Tělovýchovná jednota Tatran Prachatice)
- 20?? – FK Tatran Prachatice (Fotbalový klub Tatran Prachatice)